# Cyprus op het Eurovisiesongfestival 2013

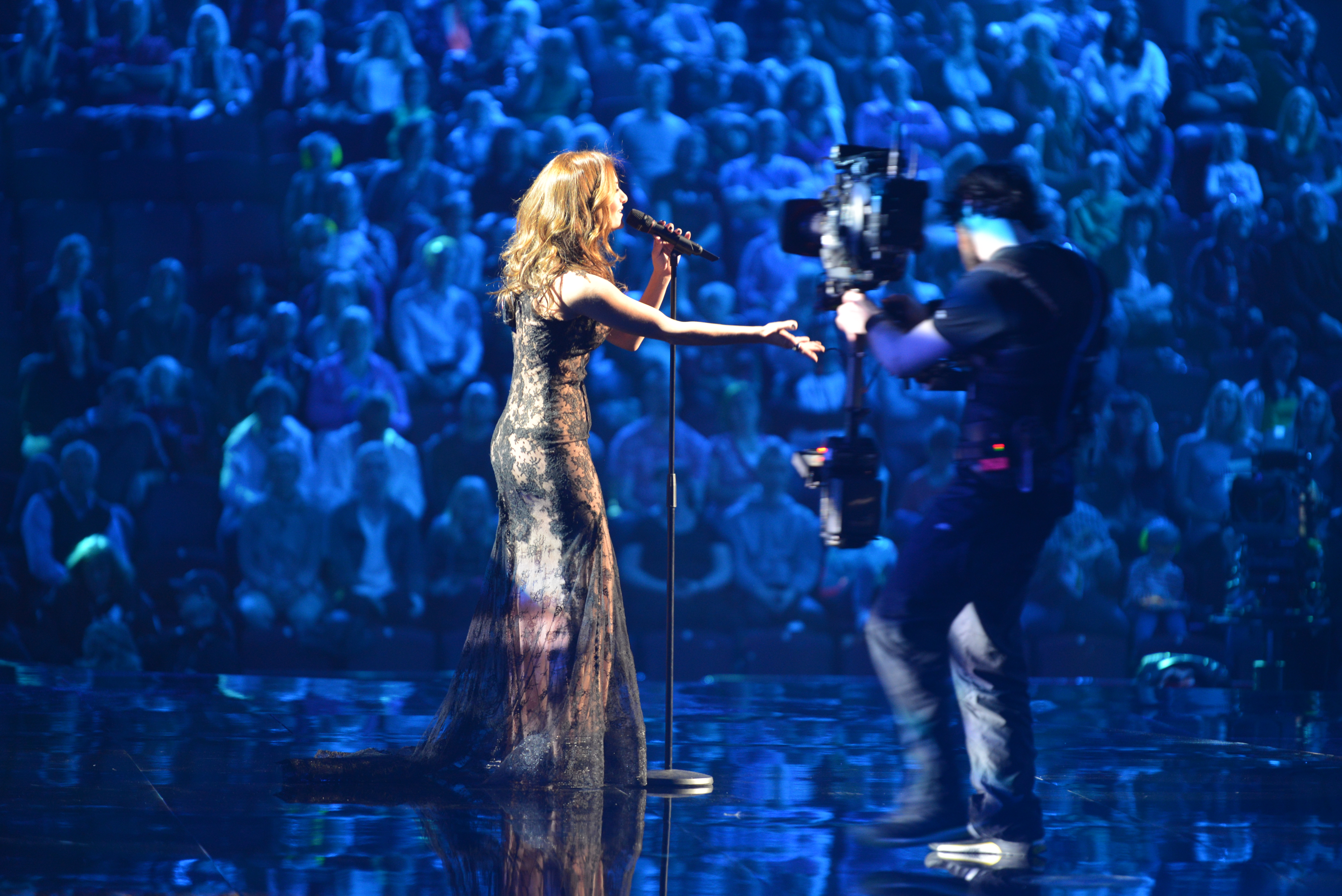
Despina Olympiou tijdens het Eurovisiesongfestival 2013

Cyprus nam deel aan het Eurovisiesongfestival 2013 in Malmö, Zweden. Het was de 31ste deelname van het land op het Eurovisiesongfestival. Zangeres Despina Olympiou wist met het lied An me thimase de finale niet te bereiken.

## Selectieprocedure
Op 29 oktober 2012 bevestigde de Cypriotische openbare omroep CyBC te zullen deelnemen aan de komende editie van het Eurovisiesongfestival. De weken na deze bekendmaking ontstond er toch onzekerheid of Cyprus zou deelnemen. Het land verkeerde immers in een financiële crisis waar ook de openbare omroep onder te lijden had. Op 5 december 2012 bevestigde CyBC nogmaals zijn deelname, nadat er sponsors waren gevonden om de Cypriotische inzending te ondersteunen.
Op 23 januari werd duidelijk dat de Cypriotische openbare omroep Despina Olympiou had aangeduid als nationale vertegenwoordiger op het komende Eurovisiesongfestival. Met welk nummer zij naar Malmö trekt, werd op 14 februari duidelijk. Er werd gekozen voor An me thimase, dat volledig in het Grieks vertolkt zou worden.

## In Malmö
Cyprus trad aan in de eerste halve finale op dinsdag 14 mei 2013. Het land eindigde daarin als 15de, te laag om zich te kwalificeren voor de finale.

### Gekregen punten

#### Halve Finale 1
| 12 punten | 10 punten | 8 punten                       | 7 punten           | 6 punten     |
| --------- | --------- | ------------------------------ | ------------------ | ------------ |
|           |           |                                |                    |              |
| 5 punten  | 4 punten  | 3 punten                       | 2 punten           | 1 punt       |
|           |           | - Servië - Verenigd Koninkrijk | - België - Estland | - Oostenrijk |

### Punten gegeven door Cyprus

#### Halve Finale 1
Punten gegeven in de halve finale:
| 12 punten | Oekraïne    |
| 10 punten | Rusland     |
| 8 punten  | Denemarken  |
| 7 punten  | Ierland     |
| 6 punten  | Wit-Rusland |
| 5 punten  | Moldavië    |
| 4 punten  | Servië      |
| 3 punten  | Litouwen    |
| 2 punten  | Oostenrijk  |
| 1 punt    | Kroatië     |

#### Finale
Punten gegeven in de finale:
| 12 punten | Griekenland  |
| 10 punten | Oekraïne     |
| 8 punten  | Azerbeidzjan |
| 7 punten  | Denemarken   |
| 6 punten  | Italië       |
| 5 punten  | Rusland      |
| 4 punten  | Noorwegen    |
| 3 punten  | Malta        |
| 2 punten  | Ierland      |
| 1 punt    | Frankrijk    |

1981 · 1982 · 1983 · 1984 · 1985 · 1986 · 1987 · 1988 · 1989 · 1990 · 1991 · 1992 · 1993 · 1994 · 1995 · 1996 · 1997 · 1998 · 1999 · 2000 · 2001 · 2002 · 2003 · 2004 · 2005 · 2006 · 2007 · 2008 · 2009 · 2010 · 2011 · 2012 · 2013 · 2014 · 2015 · 2016 · 2017 · 2018 · 2019 · 2020 · 2021 · 2022 · 2023 · 2024 · 2025
Albanië · Armenië · Azerbeidzjan · België · Bulgarije ·  Cyprus · Denemarken · Duitsland · Estland · Finland · Frankrijk · Georgië · Griekenland · Hongarije · Ierland · IJsland · Israël · Italië ·  Kroatië · Letland · Litouwen · Macedonië · Malta · Moldavië · Montenegro · Nederland · Noorwegen · Oekraïne · Oostenrijk · Roemenië · Rusland · San Marino · Servië · Slovenië · Spanje · Verenigd Koninkrijk · Wit-Rusland · Zweden · Zwitserland